# تيريل ساتون
تيريل ديلشون ساتون (من مواليد 19 ديسمبر 1986) هو مدرب ولاعب كرة قدم سابق في خطة ظهير لعب لفريق موتربال الووات من الدوري الكندي لكرة القدم (CFL). قبل أن يصبح مدربًا، كان يلعب كان يلعب ظهير خلفي وتم انتدابه ابضا من قبل فريق غريين باي باكيرس في عام 2009. لعب كرة القدم الجامعية في نورث وسترن . وكان أيضًا عضوًا في كارولينا و سياتل و ساكرامنتو وفرق اخرى .

## روابط خارجية
- مونتريال ألويت السيرة الذاتية نسخة محفوظة 3 ديسمبر 2020 على موقع واي باك مشين.
- السيرة الذاتية لكارولينا بانثرز نسخة محفوظة 18 سبتمبر 2012 على موقع واي باك مشين.
- السيرة الذاتية للقطط البرية الشمالية الغربية نسخة محفوظة 21 أغسطس 2009 على موقع واي باك مشين.